# دييغو رويز
دييغو رويز (بالإسبانية: Diego Ruiz Asín)‏ هو متزحلق إسباني، ولد في 25 يونيو 1977 في خاجا في إسبانيا.

## وصلات خارجية
- دييغو رويز على موقع الاتحاد الدولي للتزلج (التزلج الريفي) (الإنجليزية)
- دييغو رويز على موقع أوليمبيديا (الإنجليزية)